# Campeonato Europeo de Taekwondo de 2014
El XXI Campeonato Europeo de Taekwondo se celebró en Bakú (Azerbaiyán) entre el 1 y el 5 de mayo de 2014 bajo la organización de la Unión Europea de Taekwondo (ETU) y la Federación Azerbaiyana de Taekwondo.
Las competiciones se realizaron en el Centro de Deportes Sərhədçi de la capital azerí.

## Medallistas

### Masculino
| Evento         | Oro                               | Plata                     | Bronce                                                  |
| -------------- | --------------------------------- | ------------------------- | ------------------------------------------------------- |
| –54 kg (01.05) | Stepan Dimitrov Moldavia          | Yeoryos Simitsís · Grecia | Jesús Tortosa Cabrera · España · Mehmet Dolaş · Turquía |
| –58 kg (02.05) | Rui Bragança Portugal             | Levent Tuncat · Alemania  | Dylan Chellamootoo · Francia · Ruslan Poiseyev · Rusia  |
| –63 kg (03.05) | Jaouad Achab · Bélgica            | Jure Pantar Eslovenia     | Ioannis Pilavakis Chipre Mário Silva Portugal           |
| –68 kg (04.05) | Servet Tazegül Turquía            | Alexei Denisenko · Rusia  | Vladislav Arventii Moldavia Ruebyn Richards Reino Unido |
| –74 kg (04.05) | Albert Gaun · Rusia               | Torann Maizeroi Francia   | İlkin Şahbazov Azerbaiyán Andrew Deer Reino Unido       |
| –80 kg (03.05) | Aaron Cook Isla de Man            | Damon Sansum Reino Unido  | Mamédy Doucara Francia Ramin Əzizov Azerbaiyán          |
| –87 kg (02.05) | Radik İsayev Azerbaiyán           | M'bar N'Diaye Francia     | Lutalo Muhammad Reino Unido Ali Sarı Turquía            |
| +87 kg (01.05) | Arman-Marshall Sila · Bielorrusia | Vedran Golec · Croacia    | Leonardo Basile · Italia · Volker Wodzich · Alemania    |

### Femenino
| Evento         | Oro                             | Plata                       | Bronce                                                            |
| -------------- | ------------------------------- | --------------------------- | ----------------------------------------------------------------- |
| –46 kg (46.05) | Hajer Mustapha Francia          | Iryna Romoldanova · Ucrania | Asia Bailey · Reino Unido · Mateja Kunović · Croacia              |
| –49 kg (02.05) | Lucija Zaninović · Croacia      | Yasmina Aziez Francia       | Ivett Gonda · Hungría · Svetlana Igumenova · Rusia                |
| –53 kg (04.05) | Ana Zaninović · Croacia         | Yekaterina Kim · Rusia      | Suvi Mikkonen · Finlandia · Floriane Liborio · Francia            |
| –57 kg (03.05) | Eva Calvo Gómez · España        | Jade Jones Reino Unido      | Günay Ağakişiyeva · Azerbaiyán · Nikita Glasnović · Suecia        |
| –62 kg (01.05) | Nina Kläy · Suiza               | Marina Sumić · Croacia      | Rabia Güleç · Alemania · Magda Wiet-Hénin · Francia               |
| –67 kg (04.05) | Anastasiya Baryshnikova · Rusia | Haby Niaré Francia          | Nur Tatar Turquía Fəridə Əzizova Azerbaiyán                       |
| –73 kg (03.05) | Iva Radoš · Croacia             | Milica Mandić Serbia        | Aleksandra Krzemieniecka · Polonia · Furkan Asena Aydın · Turquía |
| +73 kg (02.05) | Bianca Walkden Reino Unido      | Olga Ivanova · Rusia        | Ana Bajić · Serbia · Rosana Simón Álamo · España                  |

## Medallero
| Núm. | País        | Oro | Plata | Bronce | Total |
| ---- | ----------- | --- | ----- | ------ | ----- |
| 1    | Croacia     | 3   | 2     | 1      | 6     |
| 2    | Rusia       | 2   | 3     | 2      | 7     |
| 3    | Francia     | 1   | 4     | 4      | 9     |
| 4    | Reino Unido | 1   | 2     | 4      | 7     |
| 5    | Azerbaiyán  | 1   | 0     | 4      | 5     |
| 5    | Turquía     | 1   | 0     | 4      | 5     |
| 7    | España      | 1   | 0     | 2      | 3     |
| 8    | Moldavia    | 1   | 0     | 1      | 2     |
| 8    | Portugal    | 1   | 0     | 1      | 2     |
| 10   | Bélgica     | 1   | 0     | 0      | 1     |
| 10   | Bielorrusia | 1   | 0     | 0      | 1     |
| 10   | Isla de Man | 1   | 0     | 0      | 1     |
| 10   | Suiza       | 1   | 0     | 0      | 1     |
| 14   | Alemania    | 0   | 1     | 2      | 3     |
| 15   | Serbia      | 0   | 1     | 1      | 2     |
| 16   | Eslovenia   | 0   | 1     | 0      | 1     |
| 16   | Grecia      | 0   | 1     | 0      | 1     |
| 16   | Ucrania     | 0   | 1     | 0      | 1     |
| 19   | Chipre      | 0   | 0     | 1      | 1     |
| 19   | Finlandia   | 0   | 0     | 1      | 1     |
| 19   | Hungría     | 0   | 0     | 1      | 1     |
| 19   | Italia      | 0   | 0     | 1      | 1     |
| 19   | Polonia     | 0   | 0     | 1      | 1     |
| 19   | Suecia      | 0   | 0     | 1      | 1     |
|      | TOTAL       | 16  | 16    | 32     | 64    |